# Lanthanopilio
Lanthanopilio is een geslacht van hooiwagens uit de familie Phalangiidae (Echte hooiwagens).
De wetenschappelijke naam Lanthanopilio is voor het eerst geldig gepubliceerd door J. C. Cokendolpher & J. E. Cokendolpher in 1984. 

## Soorten
Lanthanopilio is monotypisch en omvat slechts de volgende soort:
- Lanthanopilio chickeringi